# Edsel Pacer
Der Edsel Pacer ist ein PKW der oberen Mittelklasse, den die Ford Motor Company in Dearborn (Michigan) nur im Modelljahr 1958 unter dem Markennamen Edsel herstellte. Wie der Ranger entstand der Pacer auf der kürzeren Edsel-Plattform, die sich diese Modelle mit dem Ford Fairlane teilten.
Pacer war einer von zwei Edsel-Modellnamen, die später von anderen Automobilherstellern genutzt wurden; der andere war Citation.
Der Pacer lag in der Ausstattung eine Stufe über dem Grundmodell Ranger. Er hatte zusätzlich konturierte Sitzlehnen, Nylon-Sitzbezüge und farblich angepasste Fußmatten, sowie Zierteile aus rostfreiem Stahl innen und außen und an den Fensterrahmen. Die Fahrzeuge waren serienmäßig mit einer Innenraumheizung ausgestattet; die Klimaanlage war aufpreispflichtiges Extra.  
Alle Pacer hatten, wie auch der Ranger, ein Fahrgestell mit 2997 mm Radstand und einen V8-Motor mit 5915 cm³ Hubraum, der eine Leistung von 303 bhp (226 kW) bei 4600 min−1 abgab. Der Wagen war serienmäßig mit einem manuell zu schaltenden Dreiganggetriebe ausgestattet. Die Käufer konnten sich aber auch für eine dreistufige Automatik mit Wählhebel an der Lenksäule entscheiden. Eine weitere Möglichkeit war die stark beworbene, aber recht störungsanfällige Teletouch-Automatik, die mit Wähltasten in der Lenkradnabe bedient wurde.
Nachdem Ford intensive Marktforschung betrieben hatte und für das Segment der Mittelklassewagen bis 5.000 US-Dollar einen möglichen Absatz von über 400.000 verkauften Fahrzeugen jährlich sah, investierte man über 250 Mio. US-Dollar für Forschung, Design, Fertigungsanlagen und den Ausbau der eigenen Fabriken. Obwohl die Vorstellung des Wagens im Herbst 1957 mit viel Werbeaufwand begleitet wurde, enttäuschten die Verkaufszahlen. Insgesamt wurden in den USA und Kanada 20.988 Pacer ausgeliefert, 1.876 Cabriolets (alle in den USA hergestellt), 7.141 4-türige Limousinen (6.083 aus den USA, 1.058 aus Kanada), 6.717 2-türige Hardtop-Coupés (6.139 aus den USA und 578 aus Kanada) und 5.254 4-türige Hardtop-Limousinen (4.959 aus den USA und 295 aus Kanada). Die Verkaufspreise lagen zwischen 2.700 US-$ und 2.993 US-$. Auch 1958 mit 26.500 und 1959 mit 30.000 verkauften Fahrzeugen lag man weit hinter den angestrebten Verkaufszahlen zurück. 1960 fand der Edsel Pacer nur noch 2.800 Käufer.
Im Modelljahr 1959 ließ man den Pacer auslaufen, obwohl er sich 1958 von allen Edsel-Modellen am besten verkaufte; auch verschwanden das Spitzenmodell Citation und das erst im Herbst 1958 eingeführte Teletouch-Automatikgetriebe.

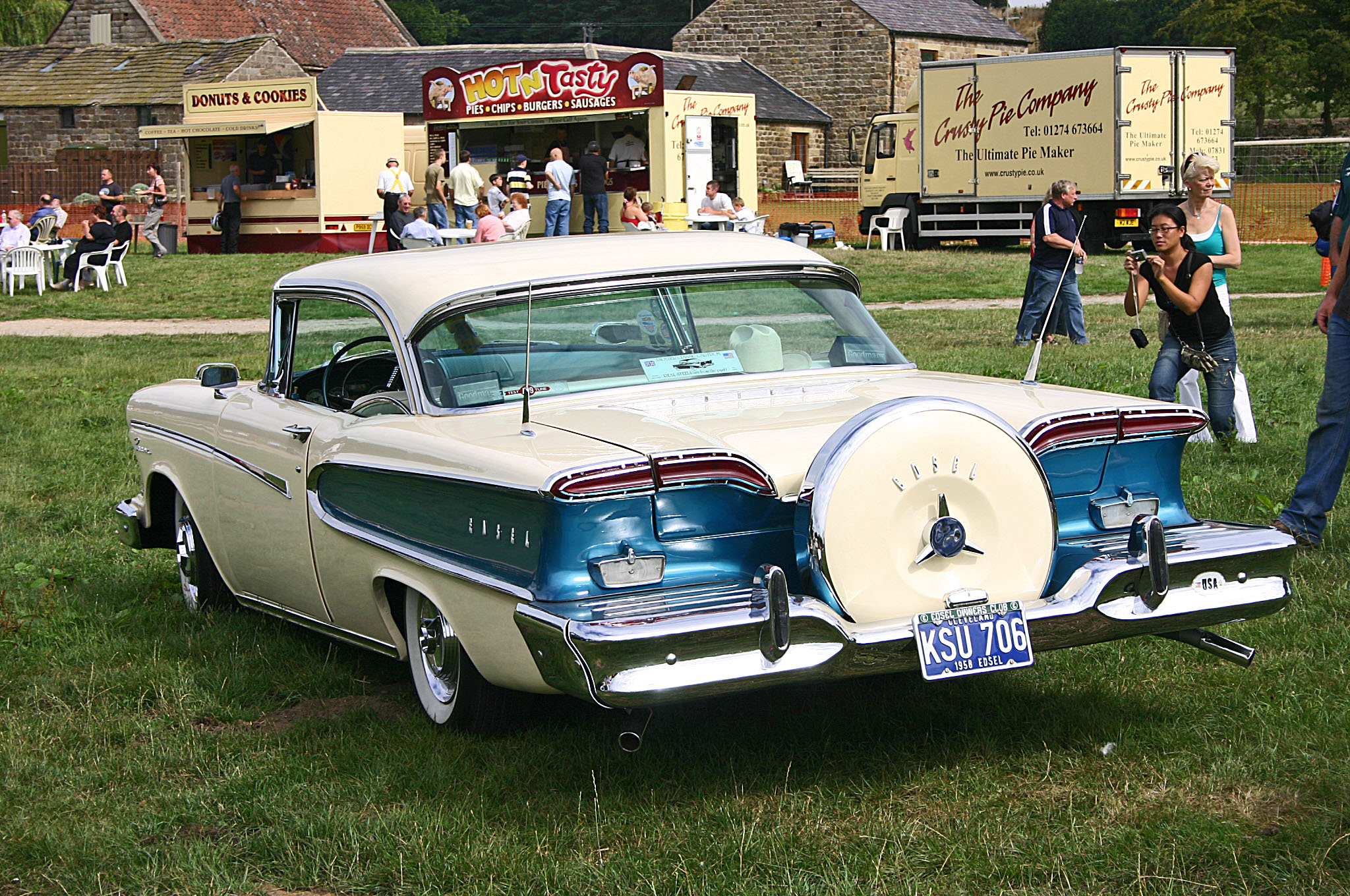
Coupé, Heckansicht
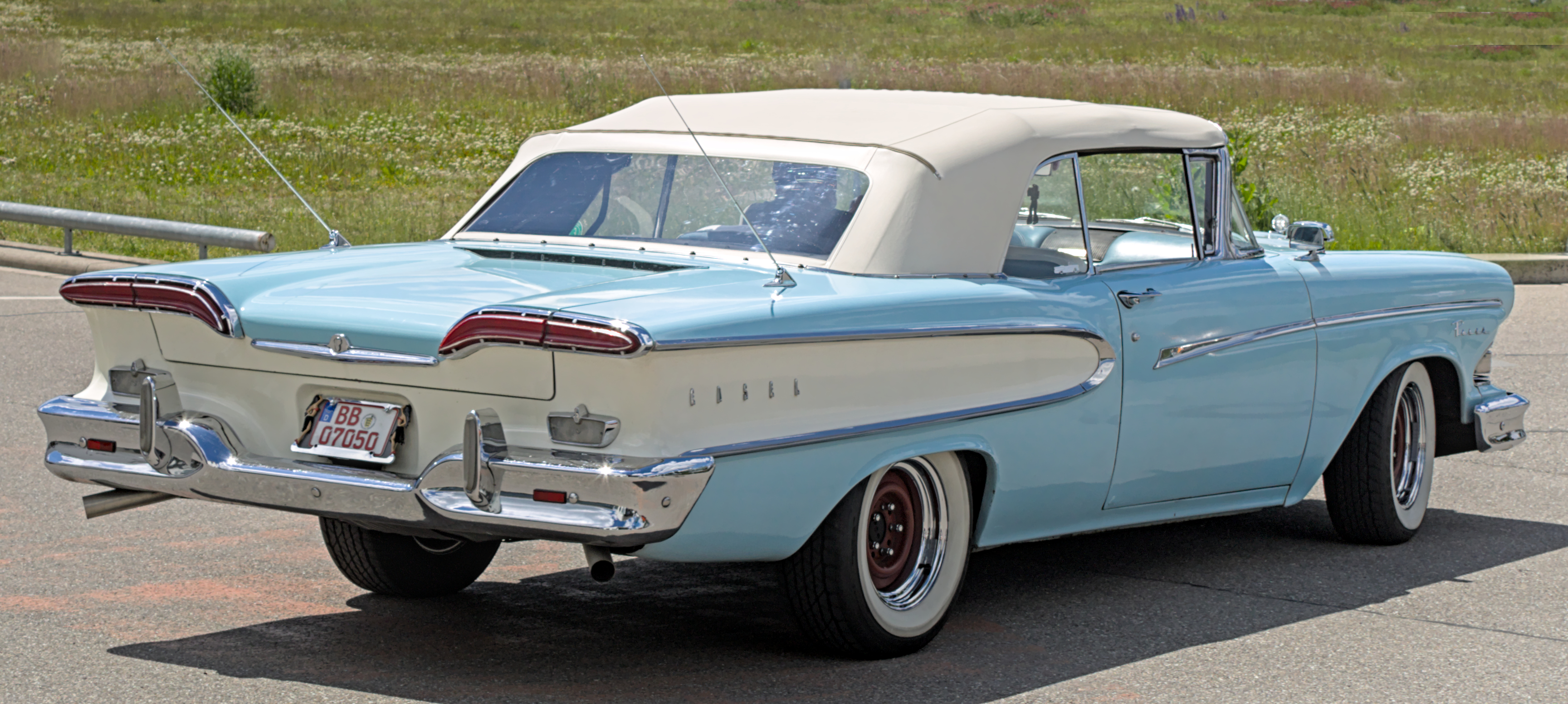
Cabriolet, Heckansicht